# 王烈
王 烈（おう れつ、141年 - 218年）は、中国後漢の人物。字は彦方。青州平原郡平原県の出身。

## 人物
曹操の招聘に応じず、戦乱を避けて遼東で暮らした。その後、遼東が乱れると、その一族は東夷に散らばる。

## 子孫
十七世の孫の王文林は、高句麗で西部将を務めた軍人。王文林の八世の孫の王楽徳は、渤海国で暮らしたが、遼の太祖耶律阿保機が渤海国を征服すると、息子とともに東丹王を奉じて遼陽に移住した。王楽徳の曾孫の王継遠は、東丹王に仕えて翰林学士となる。王継遠の末裔が王庭筠である。